# Рікардо Лопес Феліпе
Рікардо Лопес Феліпе (ісп. Ricardo López Felipe, нар. 30 грудня 1971, Мадрид) — іспанський футболіст, що грав на позиції воротаря.

## Клубна кар'єра
Вихованець мадридського «Атлетіко». Тривалий час виступав у дублюючій команді, але в головній команді не зміг витіснити Хосе Франсіско Моліну і зіграв за неї тільки один матч у Ла Лізі — 2 червня 1997 року проти «Реал Сосьєдада» (3:2).
У 1998 році перейшов у «Реал Вальядолід», але і тут спочатку програв конкуренцію досвідченому Сесару Санчесу і лише після його уходу в «Реал» став грати за першу команду. У сезоні 2001/02 відіграв всі 38 матчів чемпіонату без замін, що допомогло йому потрапити до складу збірної Іспанії на чемпіонат світу 2002, хоча там він не зіграв.
30 серпня 2002 року перейшов в англійський «Манчестер Юнайтед» за 1,5 мільйона фунтів. Взятий для підміни Фаб'єна Бартеза і Роя Керролла, Рікардо виходив на поле нечасто. Він зіграв у чотирьох матчах Ліги чемпіонів та одному матчі Прем'єр-ліги, ставши з командою чемпіоном Англії.
23 серпня 2003 року перейшов у «Расінг» на правах оренди на один сезон. У наступному сезоні повернувся в «Манчестер Юнайтед», але програв боротьбу за місце в стартовому складі Тіму Говарду і Рою Керроллу. По закінченні сезону контракт з ним не був продовжений і воротар на правах вільного агента перейшов в «Осасуну», де відразу став основним гравцем і був ним протягом шести сезонів у Ла Лізі. Лише з приходом у 2011 році на посаду головного тренера Хосе Луїса Менділібара Рікардо став запасним воротарем і у сезоні 2011/12 не зіграв за клуб жодного матчу в чемпіонаті, після чого покинув клуб.
В подальшому став грати у Терсері за клуб «Мутільвера», але на початку 2013 року повернувся в «Осасуну» після того, як резервний воротар клубу Асьєр Рієсго зазнав травми ноги. У 41 рік він був другим найстаршим гравцем в історії іспанського верхнього дивізіону, побивши результат Амедео Карбоні і будучи перевершеним лише 48-річним Гарі Лоу з «Реал Сосьєдаду» зразка 1935 року.
Після закінчення сезону 2012/13, в якому він зіграв лише в одному матчі, вийшовши в кінці гри останнього туру Ла Ліги проти «Реалу» на Сантьяго Бернабео, Рікардо остаточно завершив кар'єру, заявивши: «Я не кидаю футбол, футбол кидає мене».

## Виступи за збірну
У складі національної збірної Іспанії зіграв два матчі — 14 листопада 2001 року проти Мексики і 21 серпня 2002 року проти Угорщини, в обох випадках замінивши Ікера Касільяса. Також був учасником чемпіонату світу 2002 року в Японії і Південній Кореї, але на поле не виходив.

## Тренерська кар'єра
24 червня 2013 року став тренером воротарів у бельгійському «Брюгге», яке очолював його співвітчизник Хуан Карлос Гаррідо. Наприкінці жовтня він був заявлений за клуб і як футболіст, оскільки і другий, і третій воротарі були недоступні через травми. Проте на поле так і не виходив.
У 2014—2015 роках працював тренером воротарів збірної Японії у тренерському штабі Хав'єра Агірре.
У січні 2018 року розпочав самостійну тренерську кар'єру, очоливши «Расінг Ферроль» з Сегунди Б.

## Титули і досягнення
- Чемпіон Іспанії (1):

«Атлетіко»: 1995–96
- Володар Кубка Іспанії (1):

«Атлетіко»: 1995—96
- Чемпіон Англії (1):

«Манчестер Юнайтед»: 2002—2003